# 5ª Brigata della Guardia Nazionale "Slobožanščina"
La Brigata "Skif" (in ucraino Бригада «Скіф»?, Bryhada «Skif», lett. "Scita"), ufficialmente nota come 5ª Brigata autonoma "Slobožanščina" (in ucraino 5-та окрема Слобожанська бригада?, 5-ta okrema Slobožans'ka bryhada, unità militare 3005) è un'unità di fanteria della Guardia nazionale dell'Ucraina con base a Charkiv.

## Storia
La brigata è stata costituita il 2 gennaio 1992, in seguito allo scioglimento dell'Unione Sovietica e all'indipendenza dell'Ucraina, sulla base della 20ª Brigata delle Truppe interne dell'URSS. Nel 1992 ha svolto compiti di protezione del confine ucraino nella regione di Odessa durante il conflitto in Transnistria. Il 21 febbraio 2000 è stata insignita del titolo onorifico "Slobožanščina" per decreto del presidente ucraino Leonid Kučma.
A partire dal 2014 l'unità è ha preso parte alla guerra del Donbass. L'8 settembre 2014 le forze separatiste hanno attaccato un checkpoint della brigata presso il villaggio di Jasnohirka, nel distretto di Kramators'k, uccidendone un militare. Il 4 aprile 2017 un altro soldato ha perso la vita durante i combattimenti a Zajceve, nel distretto di Bachmut.
La brigata è stata impiegata in combattimento durante l'invasione russa dell'Ucraina del 2022, partecipando alla battaglia di Charkiv durante i primi mesi del conflitto. Nel settembre 2022 ha preso parte alla controffensiva ucraina nella regione di Charkiv, contribuendo alla liberazione delle città di Balaklija e Izjum. Nel corso del 2023 è rimasta schierata sul fronte di Kreminna. A partire da giugno 2024 è stata impiegata nel settore di Vovčans'k per contrastare la rinnovata offensiva russa nella regione.
Il 25 marzo 2025 il presidente Volodymyr Zelens'kyj ha conferito alla brigata l'onorificenza "Per il Valore e il Coraggio".

## Struttura
- Comando di brigata[10]
- 1º Battaglione fucilieri
- 2º Battaglione fucilieri
- 3º Battaglione fucilieri
- Unità di supporto

## Comandanti
- Colonnello Jurij Makarčuk (2014 - 2016)[11]
- Colonnello Serhij Unijatov (2016 - 2019)[12]
- Colonnello Oleh Savyč (2019 - 2022)[13]
- Colonnello Mychajlo Jakobčuk (2022 - 2024)[14]
- Colonnello Dmytro Klodčyk (2024 - in carica)[15]